# Ali Jaafari
Ali Jaafari (ur. 26 stycznia 1975) – marokański piłkarz, grający jako obrońca.

## Klub

### Chabab Rif Al Hoceima
Zaczynał karierę w Chabab Rif Al Hoceima.
W sezonie 2011/2012 (pierwszym w bazie Transfermarkt) zagrał 13 spotkań.
Sezon 2012/2013 zakończył z 23 meczami na koncie.
W sezonie 2013/2014 wystąpił w 20 spotkaniach.

### CODM Meknès
23 lipca 2014 roku został zawodnikiem CODM Meknès. Następnie zakończył karierę.